# 京都市営地下鉄東西線
東西線（とうざいせん）は、京都府宇治市の六地蔵駅から京都市右京区の太秦天神川駅までを結ぶ京都市営地下鉄の路線である。ラインカラーは朱  、路線記号は「T」。

## 概要
京都市で2番目の市営地下鉄路線として開業した。京都市中心部と同市東南部の山科区・伏見区との通勤輸送、および滋賀県大津市との都市間輸送の一部を担う路線であり、1日平均18万人が利用している。
1997年に醍醐駅 - 二条駅間が開業し、2004年に醍醐駅から六地蔵駅まで延伸、2008年1月16日には二条駅から太秦天神川駅までが開業した。同駅からはさらに西京区の洛西付近までの延伸が予定されているが、京都市の財政事情が厳しいことから建設の見通しは立っていない（西部への延伸構想節も参照）。
六地蔵駅から山科駅までは伏見区東部・山科区を京都外環状線の地下を通って南北に走る。山科駅から蹴上駅まで山を迂回するようにカーブし、蹴上駅から太秦天神川駅までは市内中心部を三条通・御池通・押小路通の地下を通って東西に走っている。京都市中心部で東西方向に走っていることから、東西線と名付けられているが、東西方向に走っているのは全体の半分程度である。

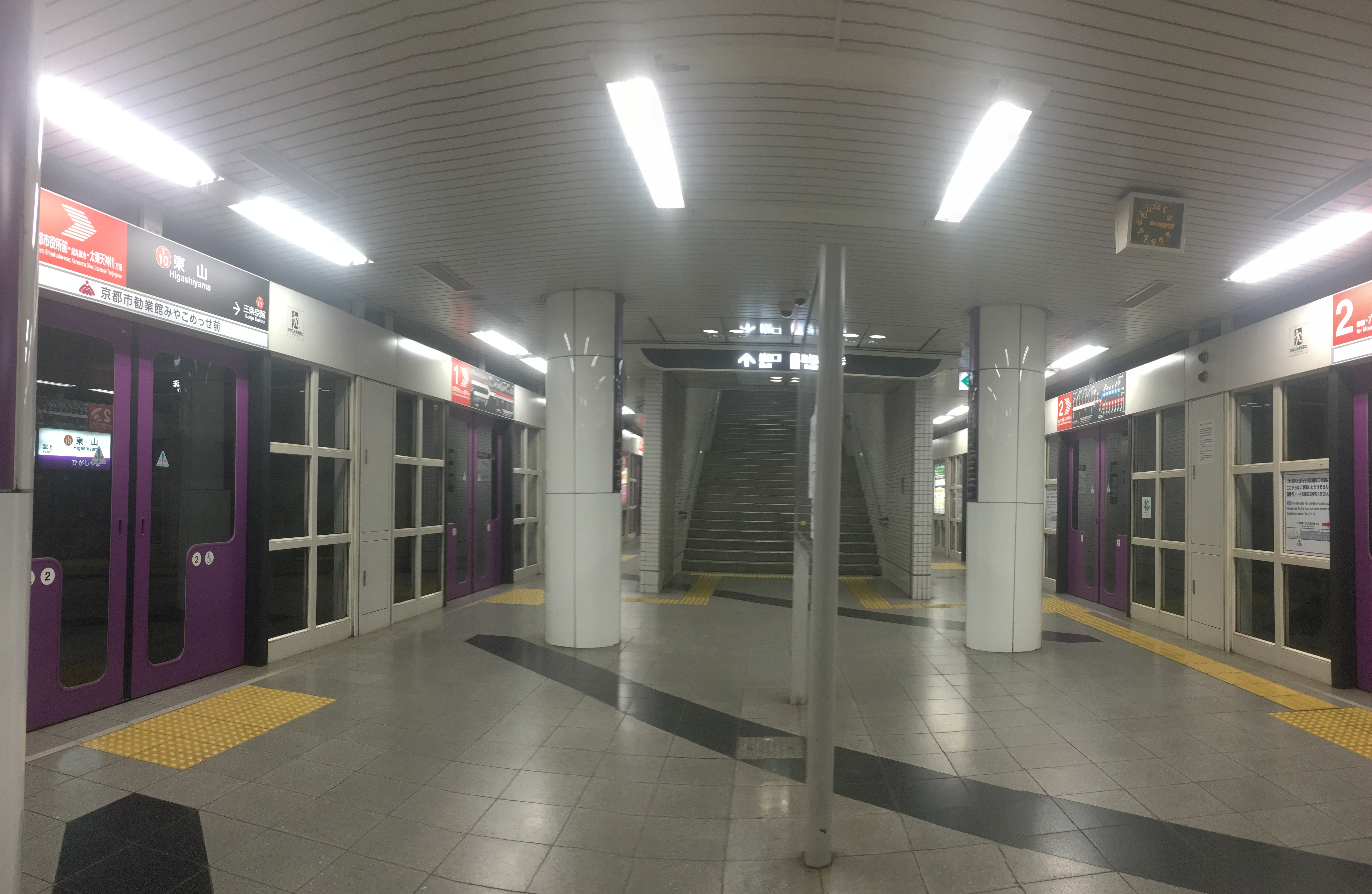
東山駅ホーム（2021年12月）

すべての駅にフルスクリーンタイプのホームドアが設置されている。太秦天神川駅から御陵駅では、4両編成と6両編成の両方が発着する関係で、これらの駅ではホームドアは4両部分のみの開閉も行うことが可能である。地下鉄でのホームドアの採用は東京メトロ南北線に次いで、当路線が日本国内2例目である。また、各駅毎にステーションカラーと呼ばれるシンボルカラーが選定されており、ホームドアのほか、駅名表示部、駅名パネル、駅務室の外壁、エレベーターの扉などがその色で統一されている。このステーションカラーは下の表のようにグラデーションしていく。

### 路線データ
- 路線距離（営業キロ）：六地蔵 - 太秦天神川間 17.5km[1]
- 軌間：1435mm[1][4]
- 駅数：17駅（起終点駅含む）
- 複線区間：全線[1]
- 電化区間：全線電化（直流1500V・架空電車線方式）[4]
- 閉塞方式：車内信号式（ATC、ATO）[1]
- 最高速度：75km/h[1][2]
- 総建設費：5483億円[注釈 2]

## 運行形態
京阪京津線びわ湖浜大津駅からの列車が御陵駅から太秦天神川駅まで乗り入れている。平日は朝時間帯、土休日は6時台までに京都市役所前駅発着列車が運転されるほかは、すべて太秦天神川駅まで直通する。交通局の車両を使用する列車は東西線内六地蔵 - 太秦天神川間の運転で、交通局車は京津線へは乗り入れない。
日中のダイヤは東西線開業当初、15分間隔で運転されていた京津線直通列車を除けば、全線で10分間隔（1時間に6本）だったが、2000年3月に烏丸御池駅で連絡する烏丸線と運転間隔をそろえるためもあり7分半間隔（1時間に8本）に増発され、これにより15分間に東西線内列車2本・京津線直通列車1本のパターンになった。2008年1月16日の太秦天神川延伸開業後は京津線直通列車を含めると京都市役所前 - 太秦天神川間で昼間1時間に10本の運転間隔となり、烏丸線よりも本数が多くなった。2018年3月17日のダイヤ改正で京津線直通列車が昼間20分間隔ですべて太秦天神川発着となったため、御陵 - 太秦天神川間は昼間1時間に11本となり、御陵 - 京都市役所前間は1本減便、京都市役所前 - 太秦天神川間は1本増便となった。
1997年までの京阪京津線が御陵駅以西で地上を走っていた時期は、下記のような所要時間であった。
- 京津三条駅 - 御陵駅：準急10分 普通12分

現在の地下鉄東西線の所要時間は、下記のとおりである。
- 三条京阪駅 - 御陵駅：6 - 7分

営業列車は京津線直通列車の京都市役所前駅発着を除けば途中駅始発・終着の列車はないものの車両基地は途中の醍醐駅近くに所在（ただし配線の関係で醍醐駅からの入出庫が不可能のため、入出庫対応駅は小野駅となる）するため、入出庫の目的で一部時間帯に六地蔵駅 - 小野駅間で回送列車が設定されている。

## 利用状況
山科の外環状線沿いや醍醐地域の住民の貴重な足となっている。この地域は団地や新興住宅地が多く、京都や大阪のベッドタウンを形成しているが、人口の増加に道路整備が追い付かなかったことから各所で渋滞が慢性化している土地柄である。地下鉄開業前は、路線バス（京阪バス・京都市バス）や一部路面区間を抱える京阪京津線ぐらいしかなく時間の読めないことが多かったが、地下鉄開業により大幅にアクセスが改善された。
なお、交通局の合理化政策の一環として、開業に合わせて、1997年に同地区の市バスはすべて京阪バスに移管され、市バスは事実上撤退した（ただし2021年に山科区内の市バス路線が復活している）。従来からJR山科駅を起点とした外環状線沿いから山科地区を経由し醍醐地域に路線バスを走らせていた京阪バスは、移管・地下鉄開業にあわせて大幅に路線を変更した。現在、この京阪バスは、三条京阪・四条河原町 - 山科駅、三条京阪・四条河原町 - 椥辻駅・小野駅（五条通（国道1号）または三条通経由）、山科駅 - 六地蔵駅などで、東西線と競合する路線を走らせている。上記3区間ではいずれも地下鉄東西線より安い運賃であることや、繁華街である四条河原町に乗り入れていることで、東西線の有力な競争相手となっている。
地下鉄東西線の開業にともなうバス路線再編成により、醍醐地域ではバス交通に不便が感じられるようになった。そこで、2003年には、地域の住民が主体となる醍醐コミュニティバスが設立され、地下鉄東西線と地域とをきめ細かく結んだ。
また山科駅での乗り換えで西日本旅客鉄道（JR西日本）東海道本線（琵琶湖線）・湖西線、京阪京津線を経由して滋賀県方面や、二条駅で乗り換え、JR山陰本線（嵯峨野線）経由で京都府南丹方面から京都市中心部に流入する利用も多く、六地蔵駅で京阪宇治線やJR奈良線乗り換えで宇治・奈良方面への流動も見られる。沿線には平安神宮・南禅寺・二条城といった観光地が近傍にあるが、現在の段階では観光客利用はそれほど多くない。京都市では渋滞のないスムーズさを売りにしてJR西日本とともに山科駅での乗り継ぎを積極的にPRしている。太秦天神川駅への延伸開業後の2008年3月28日に京福電気鉄道嵐山本線（嵐電）にも乗り換え駅として嵐電天神川駅が新設され、二条駅でのJR嵯峨野線に続いて嵐山方面との接続ルートが形成され、利用が増加した。
| 年度   | 乗車人員（人） |
| ------ | -------------- |
| 2009年 | 145,550        |
| 2010年 | 146,763        |
| 2011年 | 148,245        |
| 2012年 | 150,255        |
| 2013年 | 152,057        |
| 2014年 | 157,445        |
| 2015年 | 164,457        |
| 2016年 | 168,358        |
| 2017年 | 174,090        |
| 2018年 | 177,799        |
| 2019年 | 178,915        |
| 2020年 | 123,290        |
| 2021年 | 132,015        |
| 2022年 | 149,647        |
| 2023年 | 160,633        |

## 車両
京都市交通局が保有する車両と、京阪電気鉄道の京津線から乗り入れる同社が保有する車両が運転されている。

### 自局車両
- 50系[4]

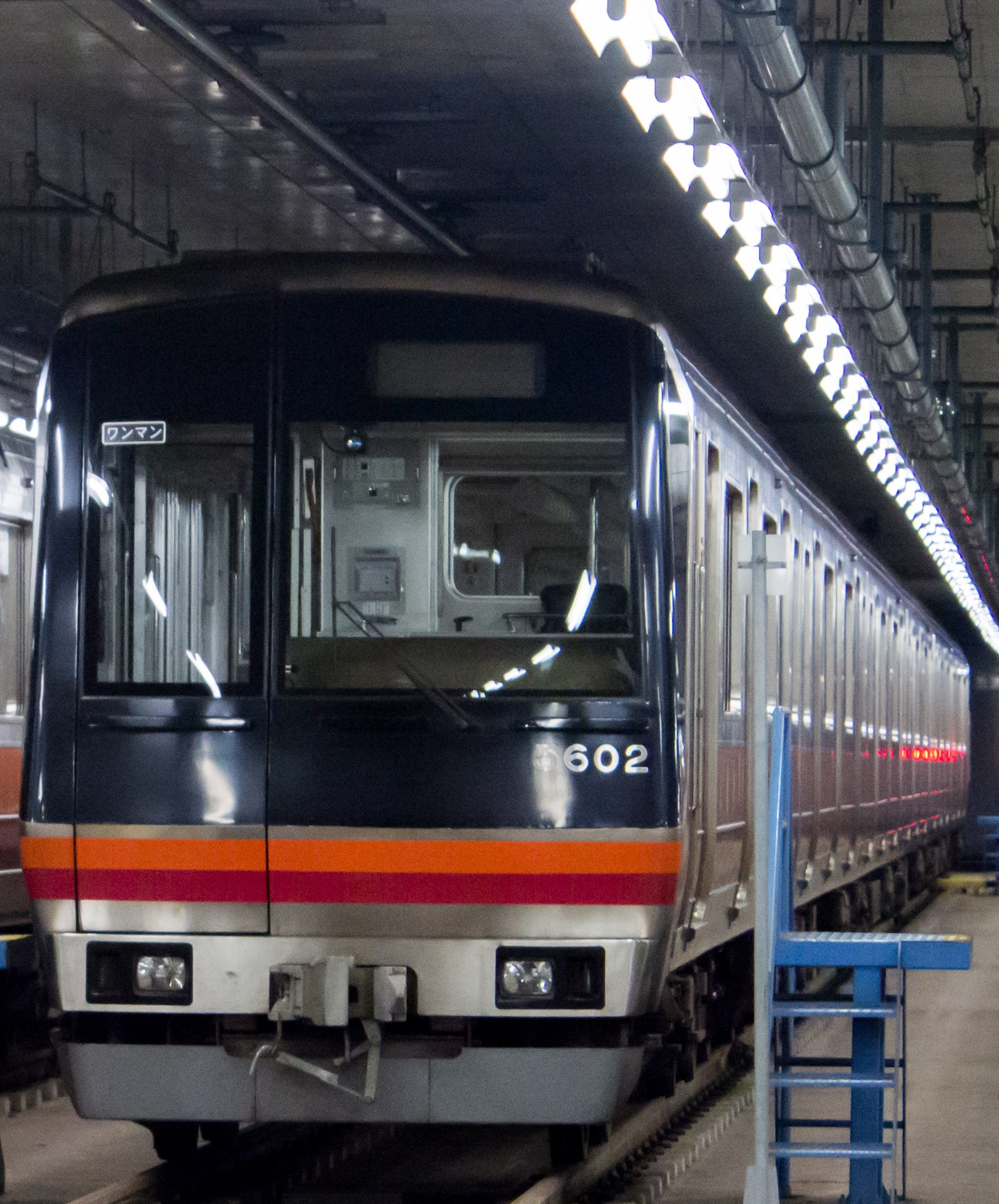
50系

### 乗り入れ車両
- 京阪電気鉄道
  - 800系（2代）

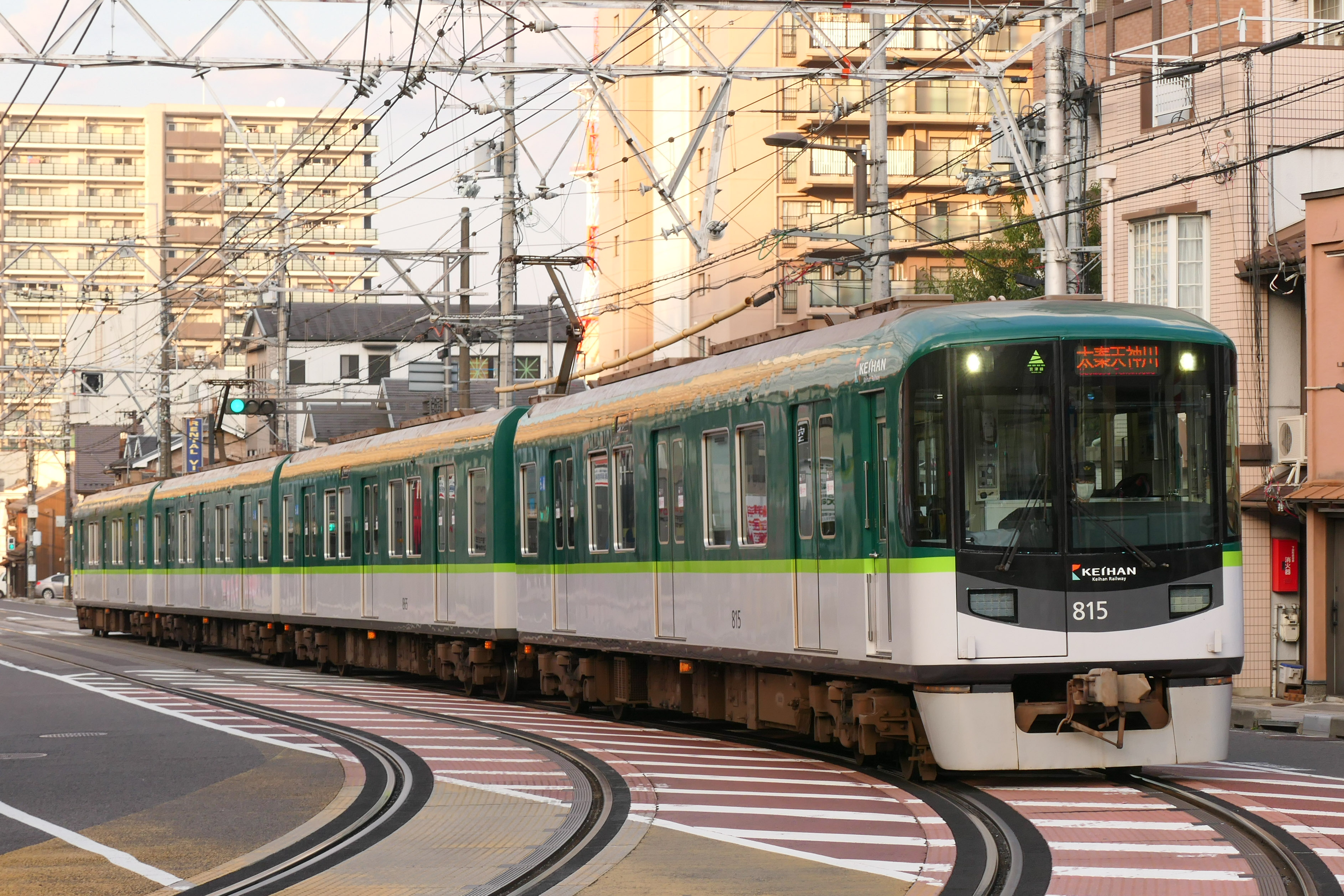
800系（2代）

## 歴史

### 開業までの経緯
戦後、京都市交通局は京都市電の新たな計画青写真として六地蔵 - 醍醐 - 山科 - 蹴上から御池通を縦断する路線（高架式も考えられた）を検討したが、やがてモータリゼーションの進展により計画は頓挫する。しかし、その計画は地下鉄路線として新たに練り直されることとなった。
1968年、京都市交通対策審議会の答申で地下鉄整備の構想が出された。当時御池線と称されていた同線の主な経由地は、「天神川付近から御池通を東行して、国鉄二条駅と連絡し、蹴上・国鉄山科駅・山科・醍醐地区を経て、六地蔵にいたるものとする」とされた。その中で天神川付近 - 国鉄二条駅 - 蹴上 - 国鉄山科駅の約11 kmを第1次計画として建設することが適当とされた。
烏丸線の開通後、1981年9月に総合交通行政推進委員会が設置され、東西線の具体的な計画が検討された。1984年9月に出された検討結果では、東西線の経由地として「六地蔵付近 - 御池通経由 - 洛西ニュータウン方面へ」とされたが、財政状況を勘案して第一次事業区間として山科盆地 - 御池通経由 - 国鉄二条駅付近までの約12 kmを整備し、京阪京津線と御陵付近で線路接続を行うことが決定された。1987年11月に行われた運輸政策審議会の第1回大阪圏都市交通委員会では、六地蔵 - 山科 - 御池通 - 洛西 - 長岡の路線が必要であることと、特に著しい人口の伸びに周辺の道路整備が追い付かず渋滞が深刻化していた京都市東部地域（山科区・伏見区東部）と都心部をつなぐため醍醐 - 二条が、第一次事業区間として緊急な整備の必要性が要望された。
1988年7月14日に醍醐 - 二条間の鉄道事業免許を取得した。起工式は1989年11月8日に行われた。
当初は平安建都1200年にあたる1994年の開業を予定していたが、最終的に約3年遅れた。この原因として、まず一部地区で用地買収が遅れたことが挙げられ、たとえば再開発事業と並行して工事を行う予定だった山科駅付近では買収交渉が難航し、同区間では全面着工が1994年9月まで遅れた。また、土木工事は烏丸線に比べ格段に困難を極めた。御池通や山科 - 醍醐間の外環状線では、水道幹線の移設を含む地下埋設物への対応に時間がかかったほか、東山 - 御陵間では京津線の運行を維持しながら施工する方法を再検討した結果、当初予定していた開削工法による夜間工事を断念し、パイプルーフ工法に変更した。そのほか、二条駅ではJRの貨物線撤去遅れや文化財保護法による埋蔵文化財発掘調査のための工事遅れも発生した。こうした要因によってほとんどの工区で工事が遅れ、1994年5月時点で竣工していたのは全25工区のうち堺町、堀川駅、押小路のわずか3工区にとどまった。

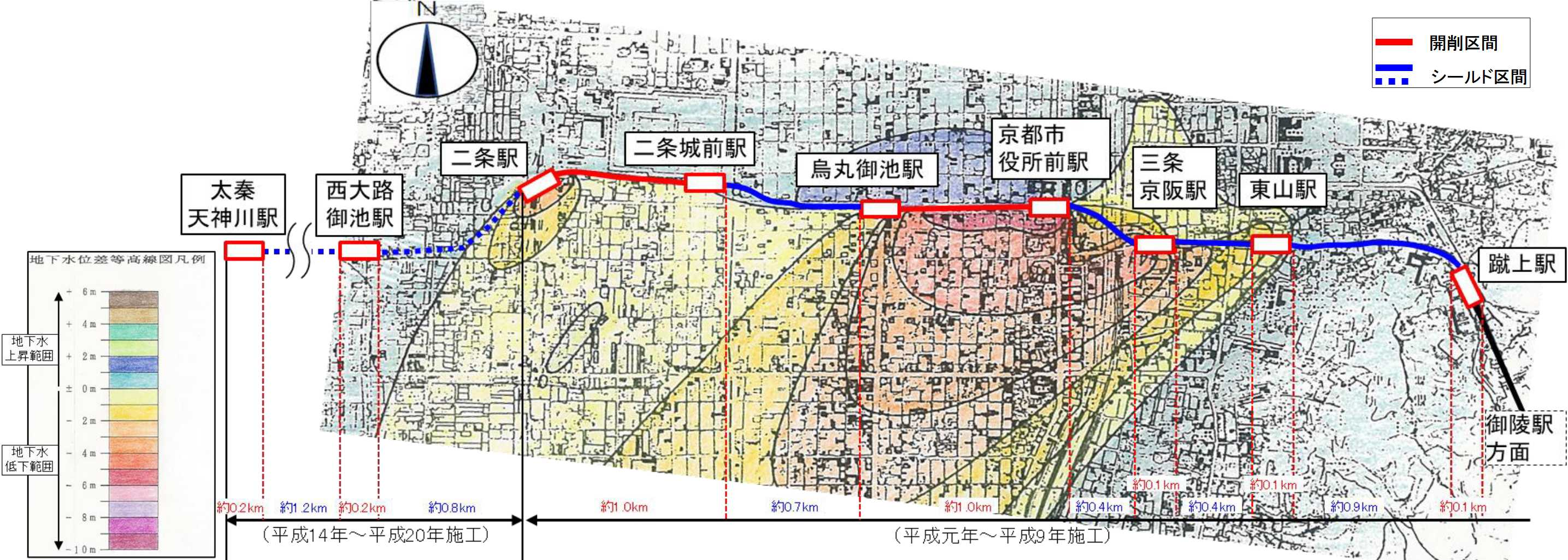
工事期間（1995年）の地下水位の変位差分図。蹴上 - 二条間の建設中は周辺の地下水位が変動した。

工法変更、工期延長および作業時間拡大等による土木工事費用の増大のほか、バブル期の影響で用地取得費が当初の3倍に膨らんだことといった要因も加わり、建設費は当初見込みを大幅に超過した。事業免許取得時の計画では2450億円だったが、最終的には2倍近い4537億円に達した。建設費の膨張は、京都市内部では1992年の時点で認識されていたが、京都市長選の配慮といった事情から伏せられていた。1994年2月に一転して公表され、同月8日には、京都市長を委員長とする「京都市高速鉄道東西線建設事業点検・推進委員会」が設立され、事業進捗に関して審議が行われた。
こうした経緯を経て、1997年に醍醐駅 - 二条駅間が開業。京阪京津線が御陵駅 - 京都市役所前駅間に乗り入れを開始した。
二条駅までの開業の際、京阪京津線の乗り入れが地上時代の三条京阪ではなく、その次の京都市役所前までだった理由は、三条京阪駅西側はすぐ急カーブとなっている上、直上に鴨川が流れているため折り返し線設置には向いておらず、同駅付近では折り返し運転をするのに必要な空間が確保できなかったためである。一方、二条駅や烏丸線の接続駅である烏丸御池駅まで乗り入れなかったのは、京都市交通局にとって車両使用料がかさむこと、地上側の電力設備の増強が必要なこと、二条 - 京都市役所前間で輸送力が過剰になると見込まれたことなどが理由である。
1999年には京都商工会議所から二条駅まで京津線乗り入れ区間の延長要望が出され、先述のとおり、2008年1月16日の太秦天神川までの延伸開業に併せて太秦天神川駅に変電所を新設し、京阪京津線列車の乗り入れ区間を同駅まで延長することになった。もっとも、乗り入れ区間の延長に伴う余力の捻出のために、当初は京津線列車毎時4本のうち2本が太秦天神川駅まで運転されたが、2018年のダイヤ改正で京津線列車が昼間以降すべて太秦天神川駅まで直通するようになった一方で運転間隔が15分から20分になり、京津線列車の運転本数は東西線開業以前より減便された。
1997年の開業時（京阪京津線の地上区間廃止時）に九条山駅と日ノ岡駅が廃止された。日ノ岡駅が御陵駅に統合される形で残ったのとは違い、九条山駅は難工事が予想された上に利用者があまり見込めないことから、計画段階当初より代替駅を建設することは見送られた。これに関し、1992年3月27日には九条山駅周辺住民らから、東西線建設工事は住民の交通権、人格権等を侵害するため違法であるとして建設差し止めを求める民事訴訟が行われたが、1995年3月2日に棄却された。2020年3月時点で九条山バス停（九条山駅とほぼ同一場所）から三条京阪方面や山科駅方面には京阪バスが走っているが、日中の三条京阪行きのバスは1時間に1 - 2本であり、1時間に4本の停車列車があった京阪京津線時代に比べて大幅に削減されている。

### 京都市営地下鉄東西線と京阪電気鉄道京津線
京都市営地下鉄東西線の建設は、1971年（昭和46年）の都市交通審議会の答申で具体化したが、山科 - 三条間のルートが当時営業していた京阪京津線の京阪山科駅 - 三条駅間と競合するため、京都市と京阪電気鉄道との間で協議が必要となった。その協議の場において京都市側は、山科から現ルートよりも北側を山岳トンネルで貫いて京都市都心部へ直行する案を提示したが、京阪電気鉄道側は両線が競合するほどの輸送量はないとしてこれに反対し、京阪電気鉄道が京津線の京阪山科駅 - 三条駅間を廃止し、京都市営地下鉄東西線へ乗り入れることで決着した。その後、東西線の山科付近のルートの都合（京津線とほぼ直角に交差）により、浜大津方面から京津線の山科での乗り入れは物理的に不可能となり、京津線と東西線との接続駅として、三条通を走る日ノ岡 - 御陵間に地下鉄御陵駅を新設し、ここに京津線の御陵駅を移設・地下化することに決まった。
ただ、この区間の地下鉄を公営地下鉄方式で建設し、そこに京津線が乗り入れることは、民営鉄道である京津線の改良を公営方式で行うことになるために不適当とされた。協議の結果、京都市と京阪電気鉄道などで第三セクターの京都高速鉄道株式会社を設立し、そこが第三種鉄道事業者の免許を取得した上で、京都市が第二種鉄道事業者の免許を取得してその区間の列車運行を行うことに決まった。
なお、東西線は当初京津線と合わせ直流600Vで整備予定だったが、検討の結果変電所建設費や将来運営費の削減を考慮して直流1500Vで整備することにし、京阪大津線の昇圧にかかる費用を一部京都市で負担することとした。
東西線の建設主体は、醍醐駅 - 御陵駅間6.3kmと三条京阪駅 - 二条駅間3.3kmの計9.4kmは京都市の施工、京阪京津線の置き換え区間となる御陵駅 - 三条京阪駅間3.3kmは京都高速鉄道が主体となり日本鉄道建設公団（現在の鉄道建設・運輸施設整備支援機構）により施工された。そして鉄道施設の完成後、京都高速鉄道が日本鉄道建設公団から（建設費など約959億円を）25年間の分割払いで鉄道施設を譲り受けて京都市交通局に貸与し、京都市交通局が醍醐駅 - 二条駅間を一体的に運営することになった。
|                  |                                   |                         |          |                         | 京阪京津線 |                         |        |            |
| 京阪車両運転区間 |                                   |                         |          |                         |            |                         |        |            |
| 運送者           | 太秦天神川                        | 京都市交通局 （第一種） | 三条京阪 | 京都市交通局 （第二種） | 御陵       | 京阪電気鉄道 （第一種） | 浜大津 | 運送者     |
| 運送者           | 太秦天神川                        | 京都市交通局 （第一種） | 三条京阪 | 京都市交通局 （第二種） | 御陵       | 京阪電気鉄道 （第一種） | 浜大津 | 施設保有者 |
| 運送者           | 太秦天神川                        | 京都市交通局 （第一種） | 三条京阪 | 京都市交通局 （第二種） | 御陵       |                         |        |            |
| 施設保有者       | 太秦天神川                        | 京都市交通局 （第一種） | 三条京阪 | 京都高速鉄道 （第三種） | 御陵       |                         |        |            |
| 施設保有者       | 太秦天神川                        | 京都市交通局 （第一種） | 三条京阪 | 京都高速鉄道 （第三種） | 御陵       | 京都市交通局 （第一種） | 六地蔵 | 運送者     |
| 施設保有者       | 太秦天神川                        | 京都市交通局 （第一種） | 三条京阪 | 京都高速鉄道 （第三種） | 御陵       | 京都市交通局 （第一種） | 六地蔵 | 施設保有者 |
|                  | 地下鉄東西線 / 交通局車両運転区間 |                         |          |                         |            |                         |        |            |

- 浜大津は現在のびわ湖浜大津。
- 御陵 - 太秦天神川間は京阪電気鉄道所属車両も運行されるが、京阪電気鉄道線から京都市営地下鉄線への乗り入れ（直通運転）であり、京阪電気鉄道が第二種鉄道事業（他事業者の線路を借り受けて運送）をしているのではない。このため、交通局から京阪へ車両使用料が発生する。
  - 京都市交通局所属車両は京阪電気鉄道線に乗り入れない。
- 三条京阪駅 - 御陵駅間は、京都高速鉄道が所有し、京都市交通局が借り受けて旅客運送（第二種鉄道事業）を行っていた。市交通局から京都高速鉄道へ線路使用料が発生していた。
- 2009年度からは太秦天神川駅 - 六地蔵駅間全線を市が所有（第一種鉄道事業者）[1]。
  - 京阪車の直通運転の形態は変わらない。

### 開業以降
東西線は、前述の建設時に当初よりも建設費が膨らんだほかに、開業時年間約18万4千人の利用客を見込んでいたが一度も想定の利用客数を達成したことがない。
京都市交通局は2008年度に京都高速鉄道を解散し、2009年度より京都高速鉄道保有区間（三条京阪駅 - 御陵駅間）を含めて東西線全線を市が直接経営する（施設保有と運送の両方を行う第一種鉄道事業化）方針を決定した。これは、京都市交通局が京都高速鉄道に建設費返済の財源として年間55億円の線路使用料を支払っているが、当初の借入金が高金利であること、人件費など会社の経費もかさむことなどが、地下鉄の経営悪化の要因となっているため、2005年に創設された国の公営地下鉄の支援策（地下鉄事業における資本費平準化債）の適用を受けることとしたが、直営ではない区間は適用されないためである。2009年4月1日に京都高速鉄道が解散し、同日より京都市交通局が第一種鉄道事業者として全線を運営している。
東西線の赤字状態が続いていることから、2004年度より一般会計からの損失補填を行った（2017年度まで）。京都市交通局は2008年度に経営健全化団体の指定を受けて、2017年度に解除したものの2021年度に再指定となっている（年度は市営地下鉄が対象）。また、バブル経済時に進められた東西線の建設費が京都市の財政に影響を与えており、2028年度に財政再生団体になる可能性があることから、京都市は財政再生団体への転落を避けるため行財政改革を実施している。その一環として、一日乗車券の値上げなどがある。

### 年表
- 1989年（平成元年）11月8日：起工式[41]。
- 1997年（平成9年）10月12日：醍醐駅 - 二条駅間が開業[42][26]。京阪京津線が浜大津駅（現在のびわ湖浜大津駅）から御陵駅を経て京都市役所前駅まで乗り入れを開始[43]。
- 1999年（平成11年）11月19日：六地蔵駅 - 醍醐駅間延伸起工式[41]。
- 2000年（平成12年）3月15日：昼間の全線通しの列車本数を、毎時6本から8本に増発。
- 2002年（平成14年）12月12日：二条駅 - 天神川駅間延伸起工式[41][44]。
- 2004年（平成16年）11月26日：六地蔵駅 - 醍醐駅間が延伸開業[42]。
- 2008年（平成20年）
  - 1月7日：太秦天神川延伸開業に対応したダイヤ改正を先行実施。ただし、京阪京津線から乗り入れる列車は同月15日までは京都市役所前駅までの運転。
  - 1月16日：二条駅 - 太秦天神川駅間が延伸開業[9][42]。京阪京津線が太秦天神川駅まで乗り入れ区間を延伸（一部列車のみ）[42]。
- 2009年（平成21年）4月1日：京都高速鉄道が御陵駅 - 三条京阪駅間の施設を京都市交通局に譲渡し、同区間の第三種鉄道事業を廃止。全線において京都市交通局が第一種鉄道事業者となる[42]。
- 2010年（平成22年）3月19日：白紙ダイヤ改正を実施。21・22時台の増発や、烏丸御池駅での乗り継ぎ時間の均等化などを行う。また、烏丸御池駅での烏丸線・東西線終電の全方向一斉発車作戦「シンデレラクロス」を開始。
- 2013年（平成25年）
  - 3月23日：交通系ICカードの全国相互利用を開始。
  - 9月16日：台風18号の豪雨により御陵駅が冠水。同月19日夜まで小野駅 - 烏丸御池駅でバス代行輸送となる。
- 2014年（平成26年）
  - 12月19日：六地蔵駅 - 山科駅の駅間が携帯電話のサービスエリア化[45]
- 2015年（平成27年）
  - 3月27日：携帯電話の通信環境が全線で整備完了[46][47]。
  - 10月2日：年末年始およびお盆期間を除いた毎週金曜日のみ終電を30分延長する「コトキン・ライナー」の運転を開始（烏丸御池駅での「シンデレラクロス」も実施）。
- 2018年（平成30年）3月17日：白紙ダイヤ改正を実施。始発 - 9時台（土休ダイヤは始発 - 6時台）を除く全時間帯で、京阪京津線の全列車が太秦天神川駅まで乗り入れる[6]。同日白紙改正を行う京阪京津線の大幅な減便に伴い、御陵駅 - 京都市役所前駅間は12往復減便、京都市役所前駅 - 太秦天神川駅間は25往復増便となる。
- 2021年（令和3年）3月26日：「コトキン・ライナー」の運行を当面の間休止[35][48]。

## 現状と今後

### 西部への延伸構想
烏丸線整備計画の当初から、東西線は西京区の洛西（洛西ニュータウン）方面および長岡京市までの延伸が構想として存在するが、太秦天神川から先の延伸の具体的な進展はいまだ見られない。
この理由として、東西線二条 - 醍醐間の整備において道幅の狭い区間で難工事が重なって建設費膨張につながったことも挙げられ、京都高速鉄道本部長は1994年3月の時点ですでに、建設に適当な道路空間が存在しない洛西ニュータウンまでの延伸が「困難」と発言している。
2001年に策定された第1期『西京区基本計画』では東西線の延伸について「早期完成に努めます」としていたが、2011年策定の第2期『西京区基本計画』では延伸について『（切に）願っています』という表現になり、2021年8月に京都市が策定した第3期『西京区基本計画』では、東西線の延伸に関する項目自体がなくなった一方、「新たな交通システムの構築や交通事業者と連携した利便性向上策の検討」「既存の交通ネットワークを縦横断的に結ぶ新たな環状ネットワークの検討」が新たに明記された。

### 災害対策
2013年9月16日の台風18号による御陵駅の冠水により19日夜まで烏丸御池駅 - 小野駅間で運休した。これは折り返し用の非常渡り線が烏丸御池駅東側と小野駅の醍醐車庫への出入庫線にしかなかったことを理由としたためで、浸水していなかった烏丸御池駅 - 蹴上駅間・山科駅 - 小野駅間も運休となった。御陵駅の水害は近くを流れる安祥寺川が豪雨で溢れ線路敷伝いに京阪京津線の乗り入れ口から大量の水（推計15600トン）が流入、御陵駅東の地下30mにあるポンプ室の毎分1.8トンの排水能力を超えポンプ室の動力盤が冠水し排水ポンプが停止したことによる。この対策として、安祥寺川に水位計の設置、電源設備を地上もしくは冠水しない所へ移設・予備電源を用意する。京津線の乗り入れ口には京阪電鉄が止水扉を設置するとしている。

## 駅一覧
- 全駅京都府内に所在。
- 2013年1月時点で、9つの駅の駅名標には近隣施設名が広告として併記されている[57]。

| 駅番号 | 駅名                          | ステーション カラー | ステーション カラー | 駅間 キロ | 営業 キロ | 1日平均 乗降客数 （2023年度） | 接続路線 | 所在地 | 所在地 |
| ------ | ----------------------------- | ------------------- | ------------------- | --------- | --------- | ----------------------------- | --- | ------ | ------ |
| T01    | 六地蔵駅                      |                     | 勿忘草色            | -         | 0.0       | 12,773                        | 西日本旅客鉄道： 奈良線 (JR-D06) 京阪電気鉄道： 宇治線 (KH73)                                               | 宇治市 | 宇治市 |
| T02    | 石田駅                        |                     | 藍白                | 1.1       | 1.1       | 6,579                         | | 京都市 | 伏見区 |
| T03    | 醍醐駅                        |                     | 桜色                | 1.3       | 2.4       | 12,249                        | | 京都市 | 伏見区 |
| T04    | 小野駅                        |                     | 紅梅色              | 1.2       | 3.6       | 6,842                         | | 京都市 | 山科区 |
| T05    | 椥辻駅                        |                     | 秋桜色              | 1.3       | 4.9       | 16,816                        | | 京都市 | 山科区 |
| T06    | 東野駅                        |                     | 藤色                | 1.0       | 5.9       | 11,179                        | | 京都市 | 山科区 |
| T07    | 山科駅                        |                     | 藤紫                | 1.1       | 7.0       | 41,255                        | 西日本旅客鉄道： 東海道本線（琵琶湖線:JR-A30）・ 湖西線 (JR-B30) 京阪電気鉄道： ■ 京津線（京阪山科駅:OT31） | 京都市 | 山科区 |
| T08    | 御陵駅                        |                     | 桔梗色              | 1.7       | 8.7       | 14,179                        | 京阪電気鉄道： ■ 京津線（びわ湖浜大津駅まで直通）                                                           | 京都市 | 山科区 |
| T09    | 蹴上駅                        |                     | 菫色                | 1.8       | 10.5      | 10,284                        | | 京都市 | 東山区 |
| T10    | 東山駅                        |                     | 菖蒲色              | 1.0       | 11.5      | 18,507                        | | 京都市 | 東山区 |
| T11    | 三条京阪駅                    |                     | 牡丹色              | 0.6       | 12.1      | 23,918                        | 京阪電気鉄道： 京阪本線・ 鴨東線（三条駅:KH40）                                                             | 京都市 | 東山区 |
| T12    | 京都市役所前駅 （河原町御池） |                     | 韓紅                | 0.5       | 12.6      | 25,691                        | | 京都市 | 中京区 |
| T13    | 烏丸御池駅                    |                     | 朱色                | 0.9       | 13.5      | 49,352                        | 京都市営地下鉄： 烏丸線 (K08)                                                                               | 京都市 | 中京区 |
| T14    | 二条城前駅                    |                     | 柿色                | 0.8       | 14.3      | 8,208                         | | 京都市 | 中京区 |
| T15    | 二条駅                        |                     | 山吹色              | 0.8       | 15.1      | 20,408                        | 西日本旅客鉄道： 山陰本線（嵯峨野線、JR-E04）                                                               | 京都市 | 中京区 |
| T16    | 西大路御池駅                  |                     | 向日葵色            | 1.1       | 16.2      | 10,781                        | | 京都市 | 中京区 |
| T17    | 太秦天神川駅                  |                     | 檸檬色              | 1.3       | 17.5      | 17,222                        | 京福電気鉄道： 嵐山本線（嵐電天神川駅:A5）                                                                  | 京都市 | 右京区 |

1. ↑  京阪京津線直通客を含む。
2. ↑  烏丸線の乗降客数を含み、東西線・烏丸線相互間の乗換客数は含まない（つまり、烏丸御池駅の改札を通過した人数である）。

駅はすべて島式ホームで、エレベーター、エスカレーターを完備しているほか、トイレの段差をなくしたり、車いす用スペースを設けたりして、バリアフリーが図られている。醍醐駅、烏丸御池駅以外は、改札口が1箇所となっている。エレベーターはほぼすべての駅で油圧式、11人乗り、点字表示、音声案内付きに統一されている。エスカレーターは駅により上りのみか、上下とも完備されている駅と2タイプあり、全駅ともセンサー式自動運転である。
駅の案内サインは烏丸線とは異なるものが使われている。東西線では駅名標の下部にステーションカラーを採用しているため、基本的な様式は東西線全駅で共通ながらもステーションカラーの部分のみ各駅ごとに異なっている。2008年の二条駅 - 太秦天神川駅間の開通を機に駅の案内サインを一部更新し、同時に日本語・中国語・韓国語・英語の4か国語の表示（一部の駅のみ）や、ユニバーサルデザインのピクトグラムも導入されている。

## 発車メロディ・列車到着アナウンス
東西線では全駅に発車メロディが導入されており、4曲すべてが京都の長い歴史をイメージした琴や鈴などによる古風な雰囲気の曲である。曲名は以下の通り。
1. 古都の朝靄（各駅共通・六地蔵方面）
2. 醍醐寺の鶯（各駅共通・太秦天神川方面）
3. 春開き（御陵駅2番線のみ・京阪京津線からの太秦天神川方面）
4. 詩仙堂猪脅し（御陵駅4番線のみ・京阪京津線びわ湖浜大津方面）

いずれの曲も東日本旅客鉄道（JR東日本）のメロディを手がけた櫻井音楽工房の製作で、これらの発車メロディは、京都市交通局公式サイトで聞くことができる。